# Rom di Romania

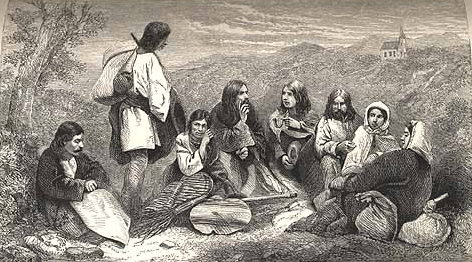
Rom di Transilvania (XIX secolo)

I Rom di Romania (in romeno: țigani) costituiscono uno dei più grandi gruppi etnici in Romania. Secondo il censimento del 2011, il numero di persone autodichiaratesi rom era di 621 573 (circa il 3% della popolazione romena), terzo gruppo etnico preceduto dai Magiari di Romania. Dei 621 573 individui il 62% vive in ambiente rurale (390 903). Esiste l'opinione per cui il numero dei dichiarati non corrisponda al vero, in quanto tanti non si dichiarano di etnia rom. Ad esempio, il Consiglio d'Europa stima che in Romania vivano circa 1 850 000 rom (il 12% della popolazione romena). In Transilvania, Crișana, Muntenia e Oltenia vi è la concentrazione maggiore.
La minoranza rom è sottoposta spesso a discriminazione razziale, impedendo loro di accedere alla scolarità e alla integrazione nella società. Questa realtà esiste anche in altri paesi dell'Europa centro-orientale come Ungheria, Slovacchia, Repubblica Ceca, Bulgaria e Serbia.

## Demografia
Numero ufficiale di rom (secondo censimento):
- 1886: 200.000 (3,2%) in Vecchio Regno (stima)
- 1930: 242.656 (1,6%) in Grande Romania
- 1956: 104.216 (0,6%)
- 1966: 64.197 (0,3%)
- 1977: 227.398 (1,05%)
- 1992: 409.723 (1,8%)
- 2002: 535.250 (2,5%)
- 2011: 621.573 (3,0%)[1]

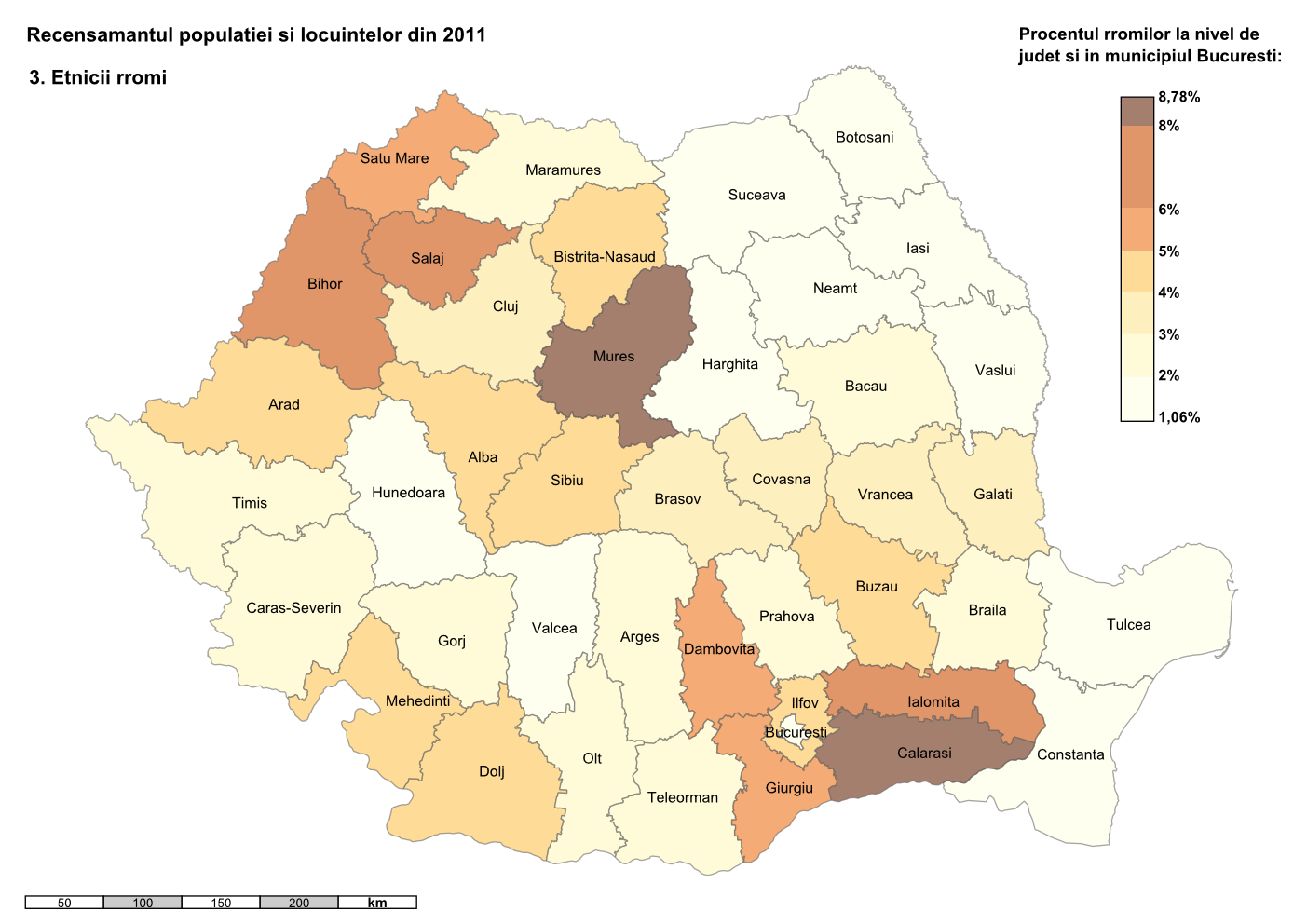
Minoranza rom in Romania (censimento 2011), per distretti.
Percentuali di parlanti lingua romani sul totale di abitanti di minoranza rom (censimento 2011), per distretto
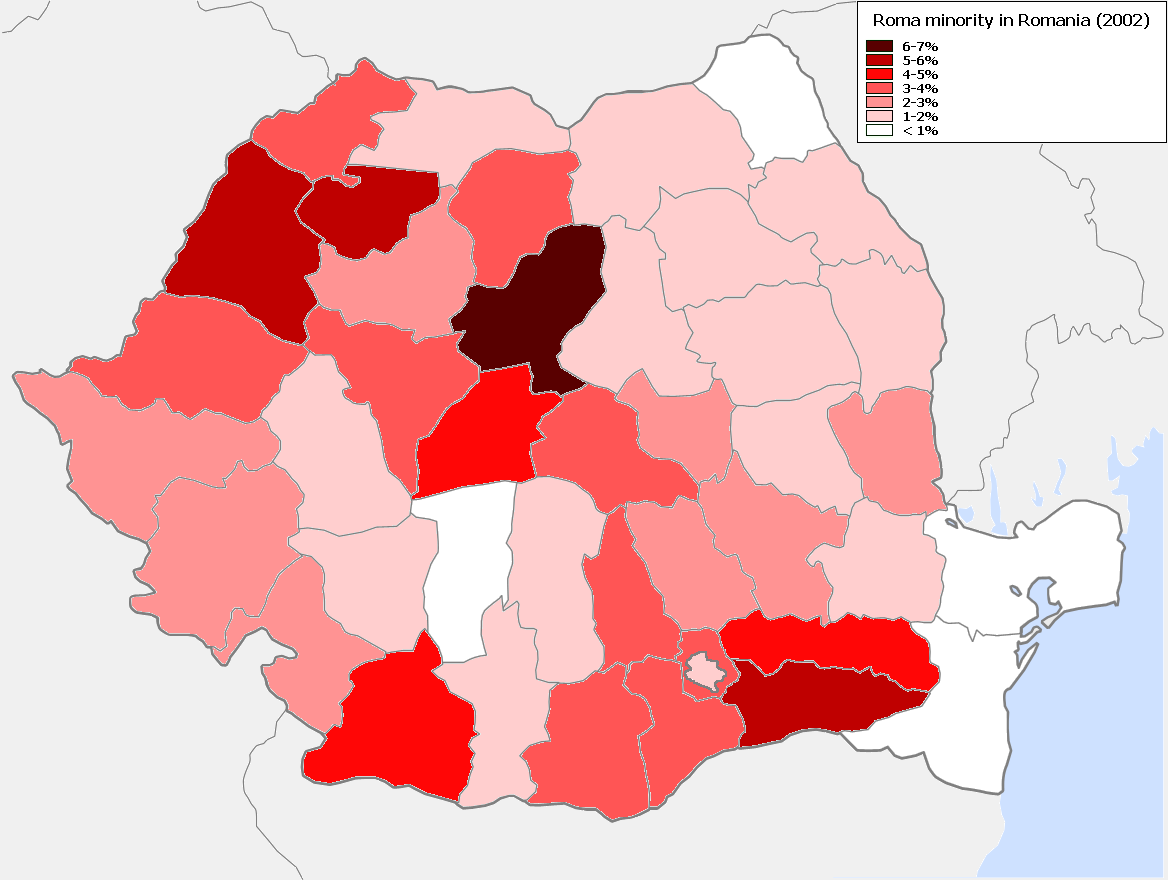
Minoranza rom in Romania (censimento 2002), per distretto
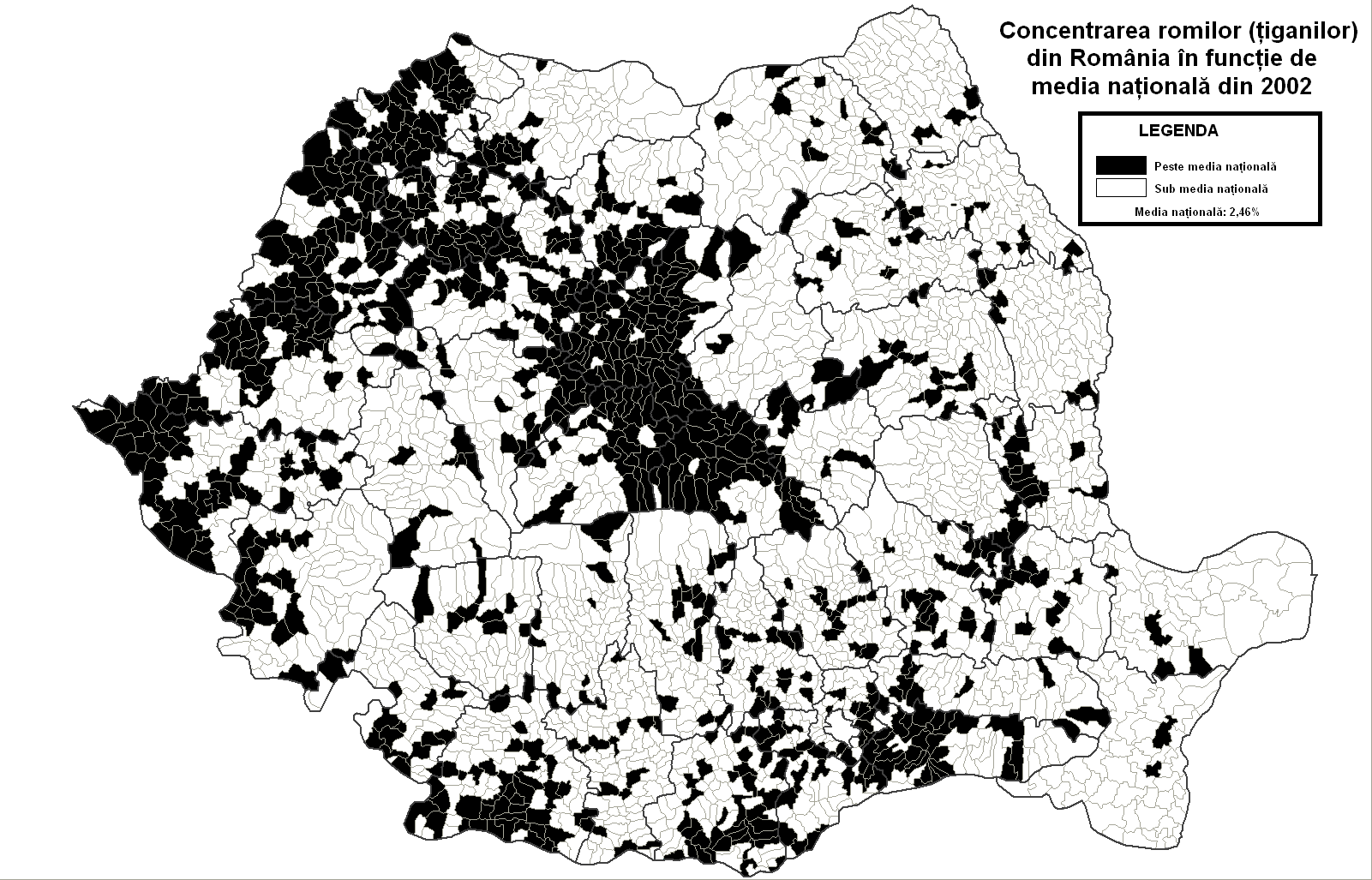
Comuni della Romania dove la percentuale degli abitanti di etnia rom supera la media nazionale (2,46%), in base al censimento del 2002
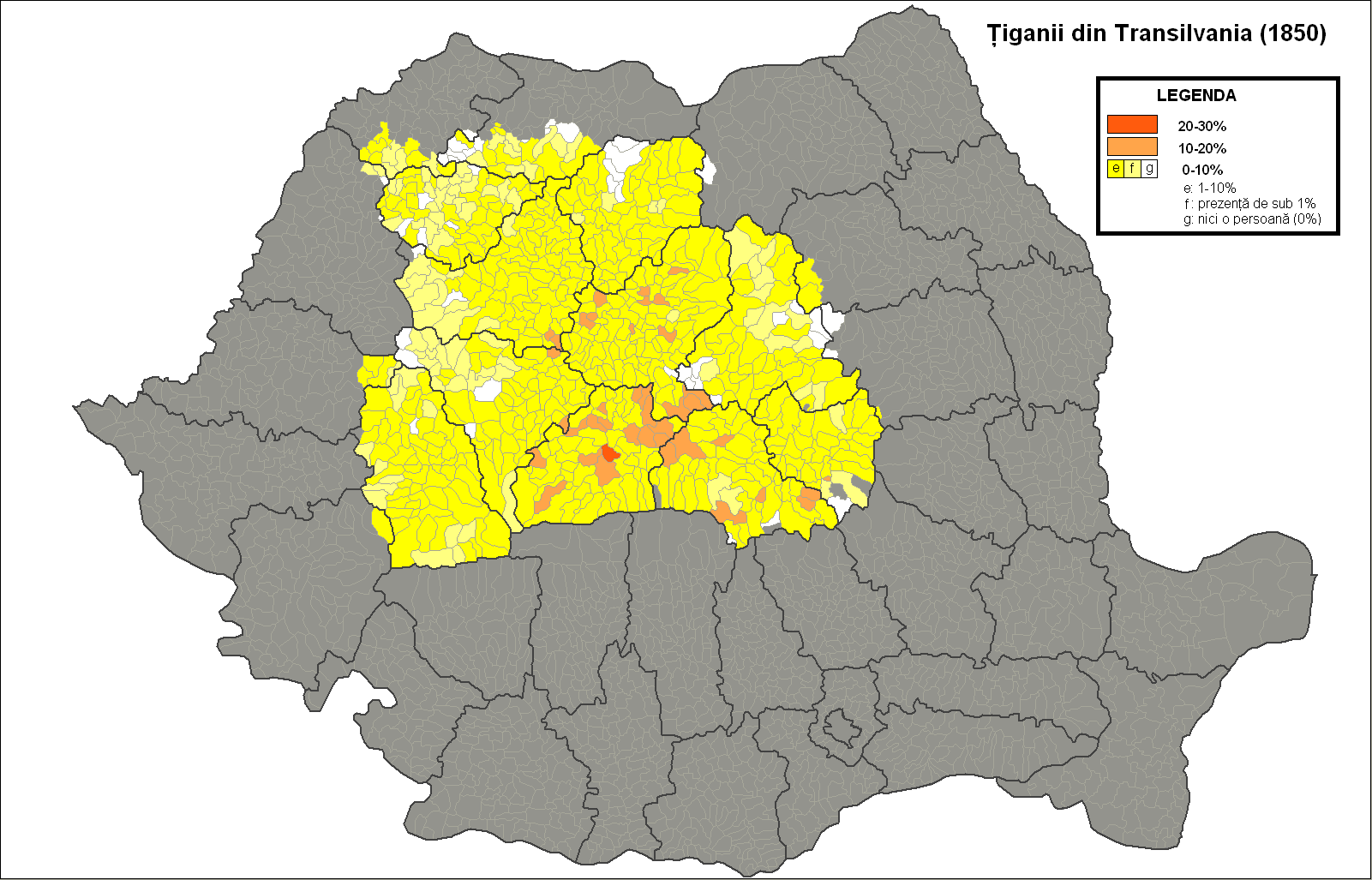
Distribuzione dei rom in Transilvania (1850)

## Storia e integrazione

### Origini
Il popolo rom proviene dall'India settentrionale, presumibilmente dalle regioni del Rajasthan e del Punjab.
L'evidenza linguistica ha indiscutibilmente dimostrato che le radici della lingua rom si trovano in India: la lingua romaní ha caratteristiche grammaticali simili a quelle delle lingue indiane e condivide con loro una grande parte del lessico di base. Più precisamente, il romaní condivide il lessico di base con l'hindi e il punjabi. Ha in comune molte caratteristiche fonetiche con il marwari, mentre la sua grammatica è più vicina al bengalese.
I risultati di una ricerca del 2012 sui dati genetici suggeriscono che i rom trovano le loro origini nell'India nordoccidentale e che in un determinato momento della storia, al momento sconosciuto, si sono spostati. Secondo uno studio genetico, le popolazioni dell'India settentrionale tradizionalmente indicate come Ḍom, sono le probabili popolazioni ancestrali dei moderni rom europei.

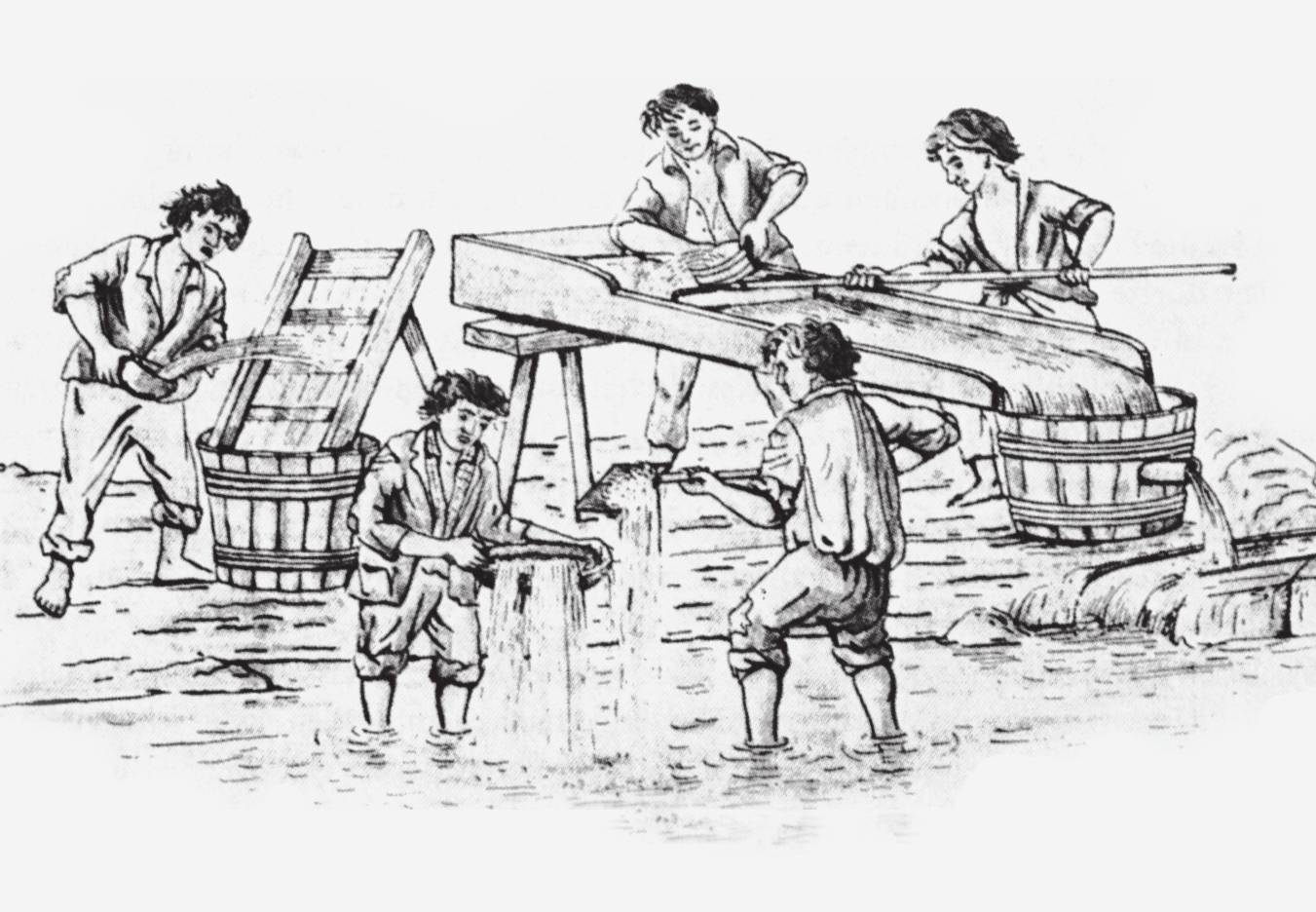
Schiavi rom utilizzati per la lavorazione dell'oro

Nel febbraio 2016, durante la Conferenza internazionale sui rom, il ministro degli affari esteri indiano ha dichiarato che la popolazione rom era figlia dell'India. La conferenza si è conclusa con una raccomandazione al governo indiano di riconoscere la comunità rom diffusa in 30 paesi come parte della diaspora indiana.

### Medioevo ed Età Moderna
Si presume che i primi rom siano arrivati sul territorio romeno verso il 1241, in corrispondenza con l'invasione dei mongoli dell'Europa orientale. Jonathan Fox sostiene che le fonti storiche facciano risalire tale evento al secolo XI. Un altro studioso, Bogdan Petriceicu Hasdeu, è risalito a un documento di Mircea il Vecchio che suggerisce la venuta al secolo precedente.

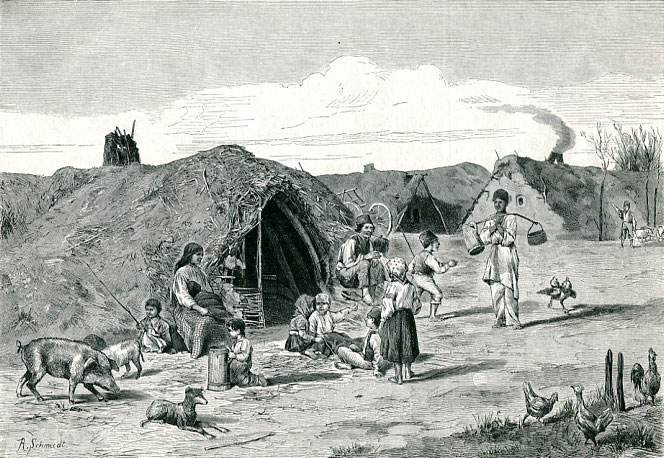
Un villaggio rom della Romania dopo l'abolizione della schiavitù, 1884

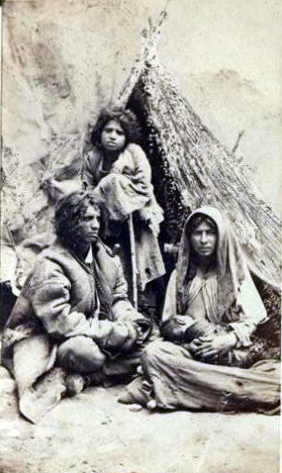
Una famiglia di rom vicino a Sibiu, Transilvania, circa 1862, fotografata da Theodor Glatz.

In un documento del 1385 il voivoda Dan I di Valacchia dona i possedimenti del monastero Tismana al monastero Vodița di Drobeta-Turnu Severin, posseduto da suo zio Vladislav I di Valacchia, e che presentava al suo interno 40 "ațigani".
Dopo la venuta in Romania, vennero presto resi schiavi dai boiardi e dai monasteri ortodossi del luogo. Spesso le condizioni di schiavitù erano disumane, e i rom molte volte non potevano lasciare le proprietà dei loro padroni. I costumi tradizionali dei rom vennero proibiti in molte parti. Ad esempio in Transilvania, se un rom parlava la lingua romaní veniva punito con venticinque frustate. La maggior parte dei rom erano maestri di legno, allevatori di cavalli e musicisti.
Durante il XIV e il XV secolo c'erano pochissimi schiavi nelle città. Solo dall'inizio del XVI secolo, quando i monasteri cominciarono ad aprirsi anche nelle città, i monaci portarono con loro i rom e presto persino i cittadini borghesi iniziarono a impiegarli per vari compiti. I rom vivevano in insediamenti costituiti da sălaşe, abitazioni rudimentali, stabilite in alcune periferie, che vennero poi chiamate țigănie (da țigan che in romeno significa zingaro) e presto, in quasi tutte le città spuntarono tali distretti, specialmente nelle città più grandi come Târgoviște, Râmnic e Bucarest.

### Liberazione dei rom dalla schiavitù
Alla fine degli anni trenta dell'Ottocento, i boiardi liberali e radicali, molti dei quali studiarono nell'Europa occidentale, in particolare a Parigi, avevano fatto i primi passi verso l'obiettivo verso l'abolizione della schiavitù. Durante quel periodo, Ion Câmpineanu, come i fratelli proprietari terrieri Nicolae e Ştefan Golescu, emancipò tutto il suo seguito di schiavi, mentre il boiardo Emanoil Bălăceanu oltre a liberare i suoi schiavi e organizzò per loro il Falansterio Scăieni, un'utopica comunità socialista. Nel 1836, il principe valacco Alexandru II Ghica liberò 4 000 schiavi rom ed ebbe un gruppo di proprietari terrieri che fece iscrivere i rom liberati come forza lavoro retribuita, mentre promuoveva una politica attraverso la quale lo stato acquistava schiavi di proprietà privata e li liberava.
L'emancipazione degli schiavi di proprietà dello stato e dei monasteri ortodossi e greco-ortodossi romeni è stata menzionata nel programma della cospirazione confederativa del 1839 di Leonte Radu in Moldavia, dando loro gli stessi diritti dei romeni. In Valacchia, un memorandum scritto da Mitică Filipescu proponeva di porre fine alla schiavitù consentendo agli schiavi di acquistare la propria libertà. La generazione del 1848, che studiò nell'Europa occidentale, in particolare a Parigi, tornò con idee progressiste e il desiderio di modernizzare il paese seguendo l'Occidente come esempio. La schiavitù era stata abolita nella maggior parte del "mondo civilizzato" e, come tale, la classe intellettuale liberale rumena considerava la sua schiavitù una pratica barbara, con un senso di vergogna.
Nel 1837, Mihail Kogălniceanu pubblicò un libro sul popolo rom, in cui esprimeva la speranza per l'abolizionismo. Durante gli anni Quaranta, gli intellettuali iniziarono una campagna volta a convincere gli schiavisti a liberare i loro schiavi. Il valacco Cezar Bolliac pubblicò nel suo Foaie pentru Minte, Inimă şi Literatură un appello agli intellettuali per sostenere la causa del movimento abolizionista. Da poche voci a favore dell'abolizionismo negli anni Trenta, negli anni Quaranta dell'Ottocento divenne un argomento di grande dibattito nella società rumena. Il potere politico era nelle mani dei boiardi conservatori, che erano anche proprietari di un gran numero di schiavi rom e in quanto tali non erano d'accordo con le riforme che li avrebbero influenzarli.
Secondo il Neueste Erdbeschreibung und Staatenkunde. Zweiter Band von Dr. F.H.Ungewitter (Dresden, 1848) in Romania risiedevano circa 90.000 rom che rappresentavano il 4% della popolazione, in Moldavia 12.000 (0,8%). Il censimento della Transilvania del 1850 registrava il 2,2% di rom sulla popolazione totale.
Nel XIX secolo con l'avvento degli ideali liberali di metà Ottocento, cambiò l'idea sulla schiavitù e dopo le rivoluzioni del 1848 tutti gli schiavi vennero rilasciati e la schiavitù abolita nel 1856. In Moldavia e Valacchia la dichiarazione dell'abolizione della schiavitù avvenne nel 1855 e 1856 rispettivamente. Solo nel 1864 con Ioan Cuza, vennero liberati tutti i rom dalla schiavitù. Dopo la loro liberazione, molti lasciarono la Romania per il resto d'Europa o l'America.
Nonostante la buona volontà di molti abolizionisti, l'integrazione sociale degli ex schiavi è stata effettuata solo per una parte di loro, mentre la maggior parte dei rom è rimasta al di fuori dell'organizzazione della società romena. Le politiche di integrazione sociale sono state generalmente lasciate all'attuazione da parte delle autorità locali. In alcune parti del paese, i rom nomadi si stabilirono in villaggi sotto la supervisione della polizia locale, ma in tutto il paese il nomadismo non fu eliminato.
Nel 1886 il numero di rom era stimato in circa 200.000, pari al 3,2% della popolazione rumena. Nel censimento del 1899 vennero registrate circa 210.806 persone nella categoria "altre etnie", di cui circa la metà (o il 2% della popolazione del paese) erano rom.
In Bessarabia, annessa dall'Impero russo nel 1812, i rom furono liberati nel 1861. Molti di loro emigrarono in altre regioni dell'Impero, mentre importanti comunità rimasero a Soroca, Otaci e nei dintorni di Cetatea Albă, Chișinău, e Bălți.

### Deportazione e genocidio dei rom romeni in Transnistria

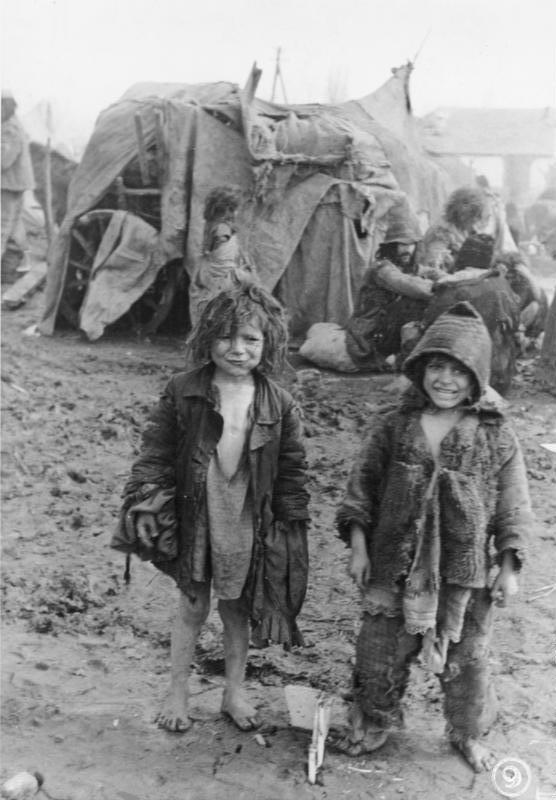
Bambini rom deportati in Transnistria, vicino a Tiraspol.

L'antiziganismo presente nel mondo accademico rumeno durante gli anni '30 divenne più prominente come corrente intellettuale dopo il 1940, con diversi accademici eugenetisti che avanzavano richieste sempre più radicali come la sterilizzazione degli zingari per proteggere la "purezza etnica" della Romania. L'obiettivo dichiarato del regime di Ion Antonescu era la "rumenizzazione" del paese, attraverso la pulizia etnica delle minoranze, in particolare ebrei e rom.
L'adozione di misure per la deportazione dei rom fu discussa per la prima volta nella riunione del Consiglio dei ministri il 7 febbraio 1941, quando fu sollevata la questione dell'evacuazione dei rom da Bucarest. Per la deportazione dei rom in Transnistria, il pretesto del comunismo o delle attività sovversive filo-sovietiche non fu più utilizzato come nel caso degli ebrei romeni, ma l'etichettatura dell'intera minoranza rom come "etnia non-sedentaria" e "pericolosa per l'ordine pubblico".
All'inizio Ion Antonescu aveva in mente la costruzione di 3-4 villaggi compatti nella Pianura del Bărăgan, con 5.000–6.000 famiglie ciascuno, e, dopo la bonifica degli stagni del Danubio, di spostarli in quel luogo per farli vivere di pesca. Tuttavia dato il precedente della deportazione di ebrei che ebbe inizio nell'autunno del 1941 e tenendo conto dell'occupazione della Transnistria da parte della Romania, c'era la possibilità di deportare gli zingari in questa regione. Sulla base della decisione presa da Ion Antonescu all'inizio di maggio 1942, fu emesso l'ordine della Presidenza del Consiglio dei Ministri n. 26.756/1942 al Ministero degli Affari Interni che richiedeva uno studio sulle regioni di raccolta, l'organizzazione dei convogli, gli itinerari, la gestione e la protezione dei convogli, i punti di attraversamento del Prut, Dnestr e del Bug Orientale.
La deportazione degli zingari avvenne attraverso due operazioni. In una prima fase iniziata il 1º giugno 1942, furono presi i rom nomadi, in base all'ordine dato dal Maresciallo il giorno prima. Di questa categoria, 11.441 rom nomadi sono stati evacuati in Transnistria, di cui 2.352 uomini, 2.375 donne e 6.714 bambini. Questa operazione fu completata il 15 agosto 1942.
Nella seconda fase furono portati i rom sedentari, insieme a criminali come assassini e borseggiatori, i quali vennero deportati insieme alle loro famiglie. Molti rom si fecero spedire in Transnistria perché era stata fatta circolare la voce secondo cui in questa regione sarebbero stati distribuiti a ciascuna famiglia alcuni appezzamenti di terra. Per questo motivo, alcuni vendettero le loro merci, arrivarono alle stazioni d'imbarco e si mescolarono con gli altri zingari raggruppati a forza dalle autorità. Questa operazione fu ufficialmente conclusa il 16 settembre 1942.
L'evacuazione dei rom sedentari rimanenti fu sospesa all'inizio dell'ottobre 1942 per la primavera del 1943, ma il 13 ottobre il Consiglio dei Ministri decise di abbandonare per il momento nuove deportazioni di ebrei e rom. Le ultime deportazioni avvennero nel dicembre 1943.
Il genocidio dei rom in Transnistria non ha avuto luogo attraverso esecuzioni, come nel caso dei lager nazisti. I rom sono stati lasciati a morire a causa delle disumane condizioni di vita a cui sono stati sottoposti: fame, freddo, privazione di cure mediche e servizi igienico-sanitari minimi. La mancanza di cure mediche ha portato alla situazione che, nella maggior parte dei casi, la causa della morte è stata decisa secondo la formula ufficiale: dissenteria in estate e tifo esantematico in inverno. Entrambe le malattie provocarono epidemie causate da disastrose condizioni igieniche, una situazione che la propaganda ufficiale attribuiva alle "cattive abitudini di vita dei rom".
Secondo il rapporto finale della Commissione Internazionale per lo Studio dell'Olocausto, 25.000 rom furono deportati dalle autorità rumene e 11.000 di loro morirono.

### Durante il regime comunista e dopo il 1989

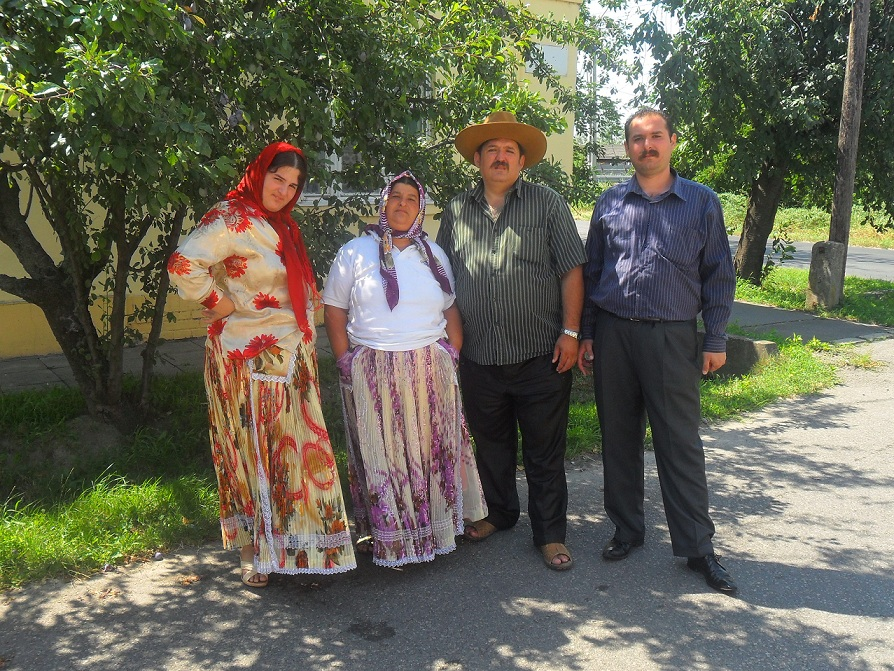
Una famiglia rom

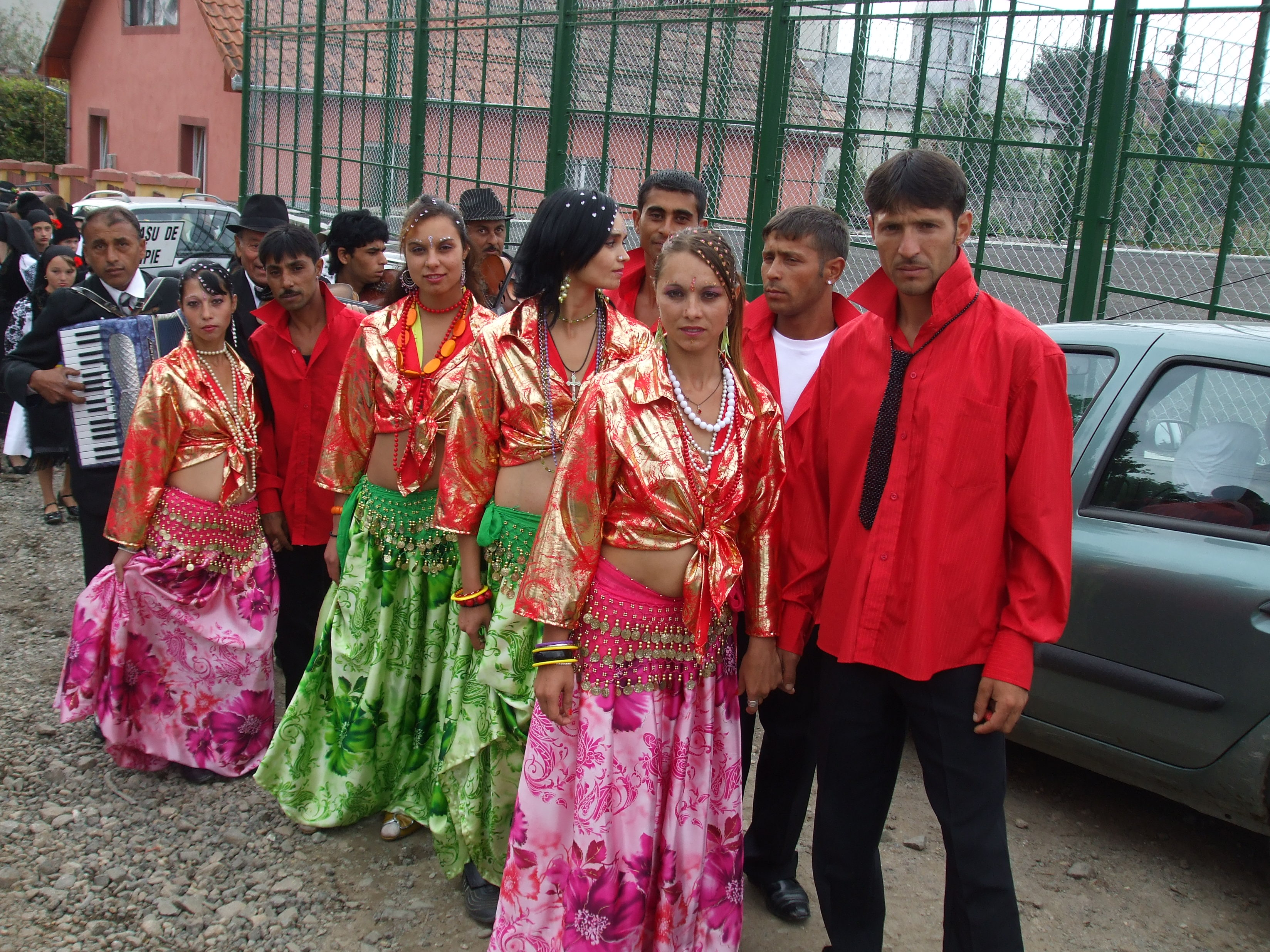
Formazione di danzatori a Mociu, Cluj

Durante il periodo comunista della Repubblica Socialista di Romania tanti membri di quest'etnia morirono per faide mafiose e per scontri con milizie armate della Securitate.
In generale, le autorità comuniste hanno cercato di integrare la comunità rom, ad esempio costruendo appartamenti ed abitazioni per loro. Tranne per quanto riguarda il sequestro dell'oro (in particolare i gioielli) appartenenti ai romaní nel 1977, ci sono pochi documenti sulla situazione particolare di questo gruppo etnico in Romania durante la dittatura di Ceaușescu.
Spesso le autorità hanno cercato di nascondere i crimini legati all'odio razziale, in modo da non aumentare la tensione sociale. Ne è un esempio il crimine commesso da un camionista di nome Eugen Grigore, di Iași che, nel 1974, per vendicare la morte della moglie e dei suoi tre figli causata da un gruppo di rom, guidò il suo camion in un campo nomadi, uccidendo 24 persone. Questo fatto è stato reso pubblico solo negli anni 2000.
Dopo la caduta del comunismo in Romania, ci furono molti conflitti interetnici che colpirono la comunità rom, il più famoso dei quali furono le Rivolte di Hădăreni. Altri importanti scontri contro questa etnia si sono verificati, dal 1989 al 2011, a Turulung, Vârghiș, Bolintin-Deal, Ogrezeni, Reghin, Cărpiniş, Găiseni, Plăieşii de Sus, Vălenii Lăpuşului, Racşa, Valea Largă, Apata, Sânmartin, Sâncrăieni e Racoș. Durante la Mineriada del giugno 1990, un gruppo di manifestanti ha tentato di organizzare una pulizia etnica nei quartieri a maggioranza rom di Bucarest. Secondo la stampa, le incursioni hanno provocato la distruzione di appartamenti e case, pestaggi e violenze contro donne di etnia rom.
Episodi di discriminazione e segregazione avvengono spesso in Romania. Uno dei casi più famosi, risalente al novembre 2011, fu quello del sindaco della città di Baia Mare, Cătălin Cherecheș, il quale decise di far costruire un muro attorno ad un quartiere abitato da una comunità rom. Nel 2020, il Consiglio Nazionale Anti-Discriminazione lo ha multato per non aver fatto demolire questo muro, sebbene ci siano stati diversi ordini in tal proposito a causa del carattere discriminatorio.
Nel corso del tempo ci sono stati anche diversi politici e figure pubbliche che hanno rilasciato dichiarazioni offensive nei confronti della minoranza rom, come l-ex presidente Traian Băsescu, che, nel 2007, ha insultato una giornalista rom chiamandola "zingara puzzolente". Nel 2020, il sindaco di Târgu Mureș, Dorin Florea, si lamentò del fatto che nel suo distretto è presente un grande numero di rom e che questa minoranza rappresenti "un serio problema per la Romania". Sempre nel 2020, Sorin Lavric, un senatore del partito di estrema destra AUR, è stato espulso dall'Unione degli Scrittori per aver affermato che i rom sono "una piaga sociale".
Un rapporto dell'UE del 2000 sui popoli romanì affermava che in Romania i continui alti livelli di discriminazione sono una seria preoccupazione... e i progressi sono stati limitati ai programmi volti a migliorare l'accesso all'istruzione.
Varie istituzioni internazionali come la Banca Mondiale, la Banca europea per la ricostruzione e lo sviluppo (BERS) e l'Open Society Institute (OSI) hanno rilasciato programmi per il decennio 2005-2015 per l'inclusione dei rom. A ciò, ha seguito il Decennio per l'inclusione dei rom dell'UE per combattere questo e altri problemi. L'integrazione dei rom nella società romena è resa difficile anche a causa di una grande disparità economica e sociale; secondo il censimento del 2002, i rom sono il gruppo etnico con la più alta percentuale di analfabetismo (25,6%). All'interno del sistema educativo rumeno c'è discriminazione e segregazione, che porta a tassi di abbandono più elevati e qualifiche più basse per gli studenti rom. Anche l'aspettativa di vita della minoranza rom è inferiore di 10 anni rispetto alla media rumena.
L'adesione della Romania all'Unione europea nel 2007 ha portato molti membri della minoranza rom, il gruppo etnico socialmente più svantaggiato della Romania, a emigrare in massa verso vari paesi dell'Europa occidentale sperando di trovare una vita migliore. Il numero esatto di emigranti di quest'etnia è sconosciuto. Nel 2007 Florin Cioabă, un importante leader della comunità rom (noto anche come "Re di tutti gli zingari") dichiarò in un'intervista che temeva che la Romania potesse perdere la sua minoranza rom. Tuttavia, il censimento della popolazione del 2011 ha mostrato un aumento sostanziale del numero di persone appartenenti a quest'etnia, soprattutto grazie a un tasso di natalità di gran lunga maggiore rispetto alla media nazionale della Romania.
L'associazione Pro Democraţia ha rivelato che il 94% delle persone interrogate ritiene che la cittadinanza romena debba essere revocata ai rom che commettono crimini all'estero. Un altro sondaggio ha rivelato che il 68% dei romeni ritiene che i rom commettano la maggior parte dei crimini, Il 46% pensa che quest'etnia si occupi principalmente di furti, mentre il 43% ritiene che i rom siano pigri e sporchi, e il 36% che la comunità rom potrebbe diventare una minaccia per la Romania in futuro.
In un altro sondaggio realizzato nel 2013 dall'IRES, il 57% degli intervistati ha dichiarato di non fidarsi in genere delle persone di origine rom e solo il 17% ha dichiarato di avere un amico rom. Tuttavia, il 57% ha affermato che questo gruppo etnico non è discriminato in Romania, il 59% ha affermato che i rom non dovrebbero ricevere aiuto dallo stato e che i rom sono poveri perché non hanno voglia di lavorare (72%) e che la maggior parte di loro sono delinquenti (61%).

## Società

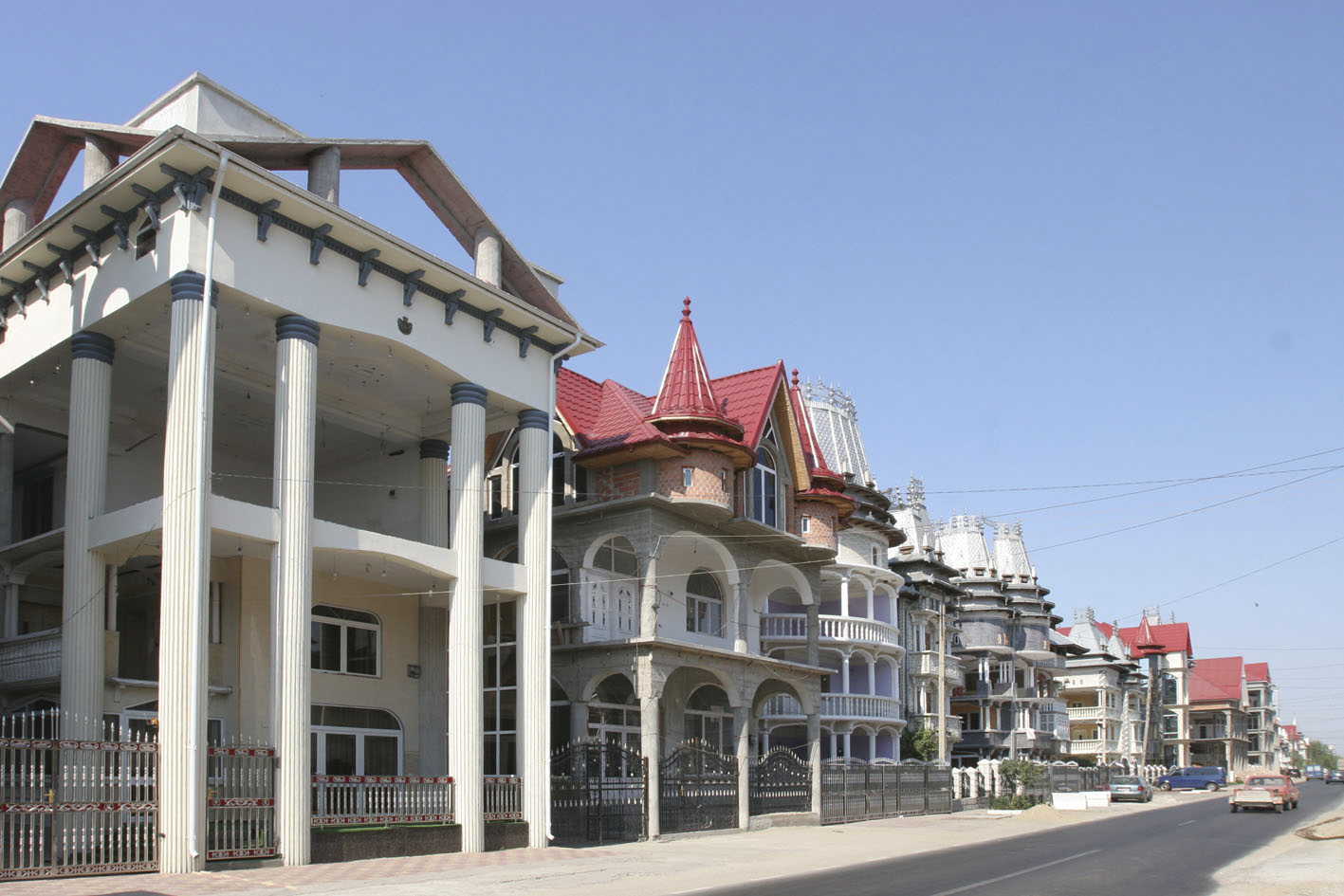
Abitazioni di famiglie rom abbienti presso Buzescu.

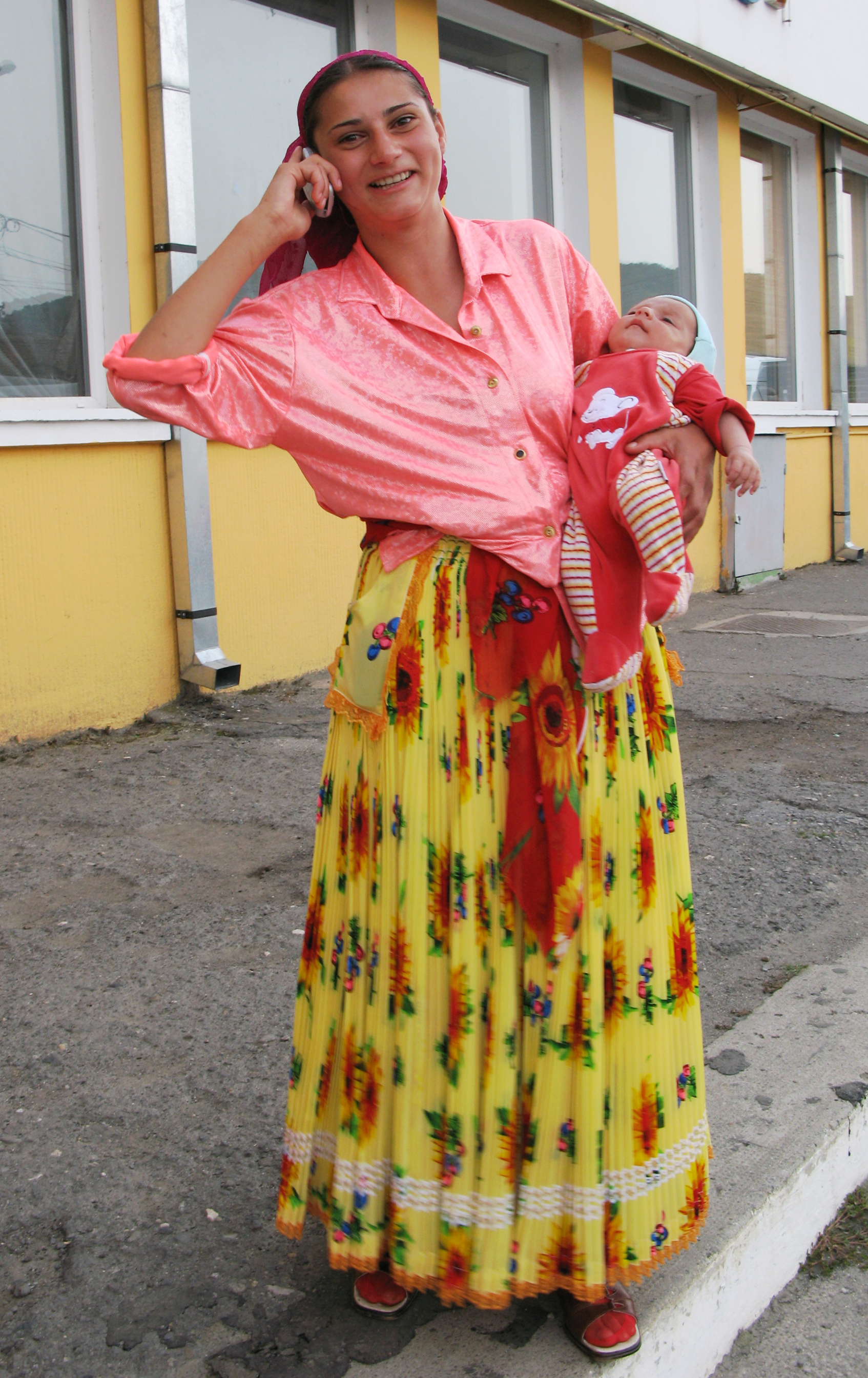
Donna rom in costume tradizionale

Le tradizioni sono una parte importante della vita Rom. Il gruppo etnico ha tramandato usi e costumi da quando erano schiavi. L'avvenimento più importante della tradizione Rom di Romania è "nunta țigănească". Costumi molto sgargianti, colorati, danze e musica. Una tradizione presente è "căsătorie minoră".
L'età media di una ragazza che si sposa è di diciannove anni. Quest'età media così bassa è differente agli usi della maggior parte delle culture occidentali, che presentano età medie più alte. I Rom spesso rispettano molto la tradizione che vuole il matrimonio spesso celebrato con ragazze minorenni, tale usanza è in conflitto con le leggi locali e l'Unione europea.

## Religione
Nel mondo, a parte numerose tradizioni pagane, i rom professano religioni del luogo. Anche in Romania la maggioranza professa la fede cristiana della Chiesa ortodossa. Negli ultimi due decenni si sono registrati molti casi di conversioni al protestantesimo. In alcune località con popolazione magiare (magiari di Romania) come nel nord ella Transilvania, i Rom sono fedeli della Chiesa cattolica, o al luteranesimo (in funzione della confessione dei magiari). Esistono anche comunità di Rom presenti nelle zone dei Sassoni di Transilvania che professano la fede luterana (Uila). Una buona parte dei Rom di Dobrugia sono musulmani (ca. 1% del totale dei Rom di Romania, con una parte a Babadag).

## Iniziative legislative
Il deputato del PD-L Silviu Prigoană ha presentato un progetto di legge, per l'introduzione del termine "rrom" al posto di "țigan" nei documenti ufficiali per eliminare la confusione tra "român" e "rom". Nell'aprile 2011 la Camera Deputaților ha respinto il progetto.